# Crestes Barrades
Les Crestes Barrades són petites muntanyes que es troben en el terme municipal de la Vall de Boí, a la comarca de l'Alta Ribagorça, i dins del Parc Nacional d'Aigüestortes i Estany de Sant Maurici.

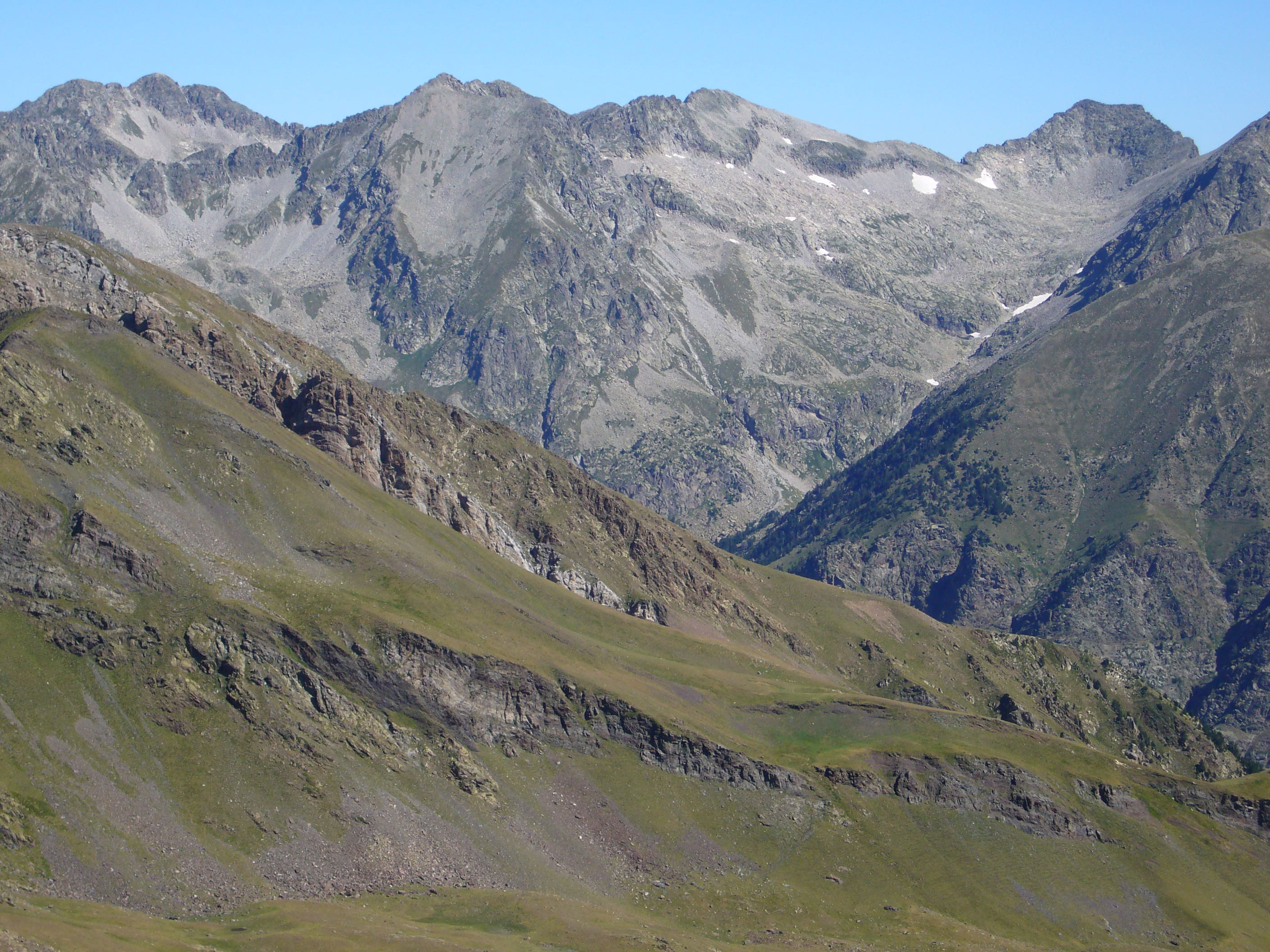
La Vall de Sarradé des del Tuc de Carants (Imatge amb anotacions)

Les crestes, s'alcen a la carena que, separant la Vall de Comalesbienes al nord-oest i la Vall de Sarradé al sud-est, uneix el Pic de la Pala Alta de Sarradé al sud-oest i el Coll de Colieto al nord-est. La més alta, de 2.975,5 metres d'altura, es troba en el tram occidental. En sector oriental les més altes tenen 2.950,5 i 2.970,5 metres. Separant els dos trams hi ha un coll de 2.887,0 metres d'altitud.